# Phoneyusa celerierae
Phoneyusa celerierae é uma espécie de aranha pertencente à família Theraphosidae (tarântulas).